# Parc Astronòmic Montsec
El Parc Astronòmic Montsec (PAM) és un centre de recerca, formació i divulgació de la ciència, en especial de l'astronomia, promogut per la Generalitat de Catalunya i situat al Montsec d'Ares. Està format pel Centre d'Observació de l'Univers (COU) situat al terme municipal d'Àger.
L'any 2015 el Centre d'Observació de l'Univers del Parc Astronòmic Montsec inaugurà el primer observatori-aula d'Europa que permet als assistents poder observar els estels, mitjançant la projecció en vuit pantalles d'imatges de l'Univers captades a través d'un telescopi de 50 cm de diàmetre. Només hi ha una altra instal·lació d'aquestes característiques al món, l'Observatori Popular de Mont-Mégantic, al Quebec (Canadà).